# Anillos de Júpiter

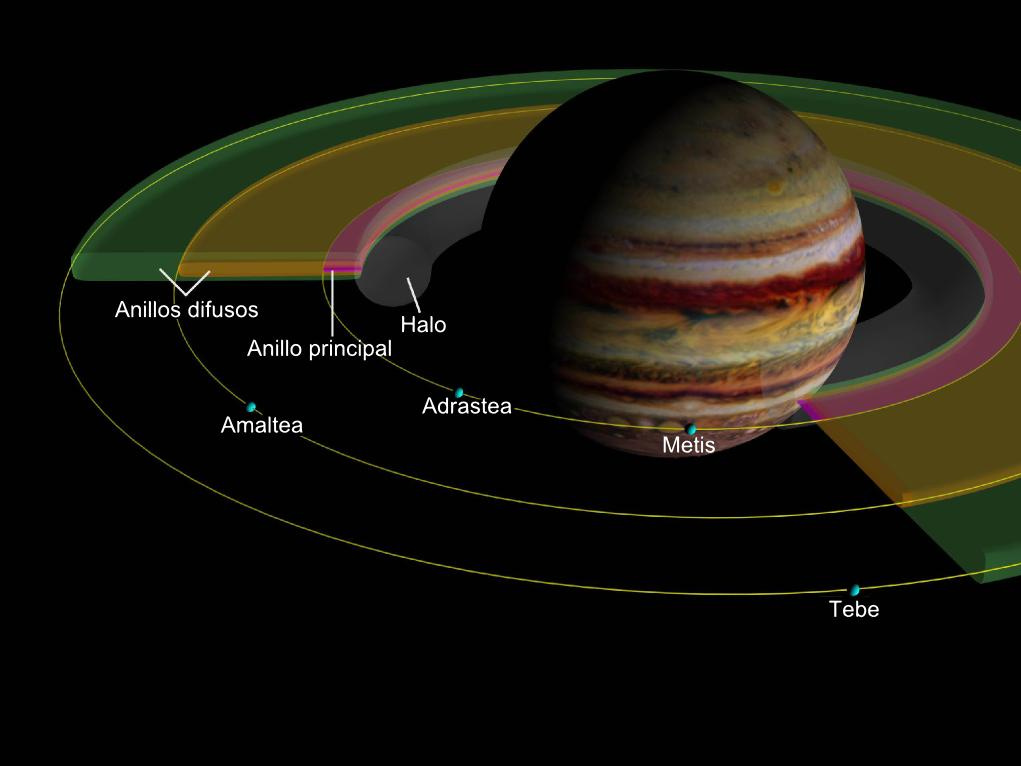
Estructura de los anillos de Júpiter.

Los anillos de Júpiter son un sistema de anillos planetarios que rodean a dicho planeta. Fue el tercer sistema de anillos descubierto en el sistema solar, después de los sistemas de anillos de Saturno y de Urano. Los anillos de Júpiter fueron observados por primera vez por la sonda espacial Voyager 1, y han sido investigados exhaustivamente durante la década de 1990 y los primeros años del siglo XXI mediante las sondas Galileo, Cassini y New Horizons. También han sido observados desde observatorios terrestres y el telescopio espacial Hubble durante los últimos 25 años. Las observaciones desde la superficie terrestre requieren los más potentes telescopios disponibles.
Los anillos jovianos son débiles y se componen fundamentalmente de polvo. Constan de cuatro estructuras: en el interior, un grueso toro de partículas conocido como el halo o el anillo halo, un anillo principal relativamente brillante, pero excepcionalmente fino y dos anillos anchos, gruesos y débiles llamados anillo difuso de Tebe y anillo difuso de Amaltea por los nombres de los satélites de cuyo material están formados.
El anillo principal y el halo consisten en polvo expulsado de los satélites Metis y Adrastea, y otros cuerpos no observados, como resultado de impactos meteoríticos a alta velocidad. Imágenes de alta resolución obtenidas en febrero de 2007 por la sonda New Horizons revelaron una rica y fina estructura en el anillo principal.
En la banda de luz visible y en el infrarrojo cercano, los anillos muestran un color rojizo, excepto el halo que tiene un color neutro o azulado. Aplicando modelos fotométricos a las diversas observaciones disponibles tanto de sondas espaciales como de telescopios en superficie terrestre, se infiere que el tamaño de las partículas es de 15 μm de radio en todos los anillos excepto en el halo, aunque los resultados de los modelos se acercan más a las observaciones cuando se consideran partículas no-esféricas que cuando se consideran esféricas. El halo está probablemente compuesto de polvo submicroscópico.
La masa total del sistema de anillos, incluyendo los cuerpos no observados que generan material para los anillos, no está exactamente determinada, pero es probable que esté en el rango de 1011 a 1016 kg. La edad del sistema de anillos no es conocida, pero posiblemente hayan existido desde la formación del planeta.

## Descubrimiento y exploración
La existencia de los anillos de Júpiter fue inferida por las observaciones de los cinturones de radiación realizadas durante el sobrevuelo de Júpiter por la sonda espacial Pioneer 10 en 1974 en las que se detectó una disminución en el recuento de partículas de alta energía en los cinturones entre 50 000 y 55 000 km por encima de la superficie del planeta.
En 1979 la sonda Voyager 1 obtuvo la primera imagen, mediante sobreexposición, del sistema de anillos. Una mayor cantidad de imágenes fue obtenida por el Voyager 2, lo que permitió hacer una primera descripción de la estructura de los anillos. El planeta Júpiter ha sido visitado en otras muchas ocasiones. El orbitador Galileo obtuvo imágenes de mayor calidad entre 1995 y 2003, las cuales aumentaron enormemente el conocimiento sobre los anillos jovianos. En 2000 la sonda Cassini, en ruta hacia Saturno, su destino final, realizó extensas observaciones de todo el sistema de anillos. Y finalmente, las imágenes transmitidas por la sonda New Horizons en febrero y marzo de 2007 permitieron observar por primera vez con detalle la estructura del anillo principal. El sistema de anillos de Júpiter es uno de los objetivos de la misión Juno.
Además, observaciones desde la superficie terrestre por el telescopio Keck entre 1997 y 2002, y por el telescopio espacial Hubble en 1999 revelaron una rica estructura en imágenes retroiluminadas.

## Estructura
El sistema de anillos de Júpiter comprende cuatro estructuras principales: un grueso toro de partículas conocido como el halo o el anillo halo, un anillo principal relativamente brillante, pero muy fino, y dos anchos, muy finos y débiles anillos exteriores denominados por los satélites de cuyo material se componen, anillo difuso de Amaltea y anillo difuso de Tebe. Las principales características de los anillos se especifican en la tabla siguiente:

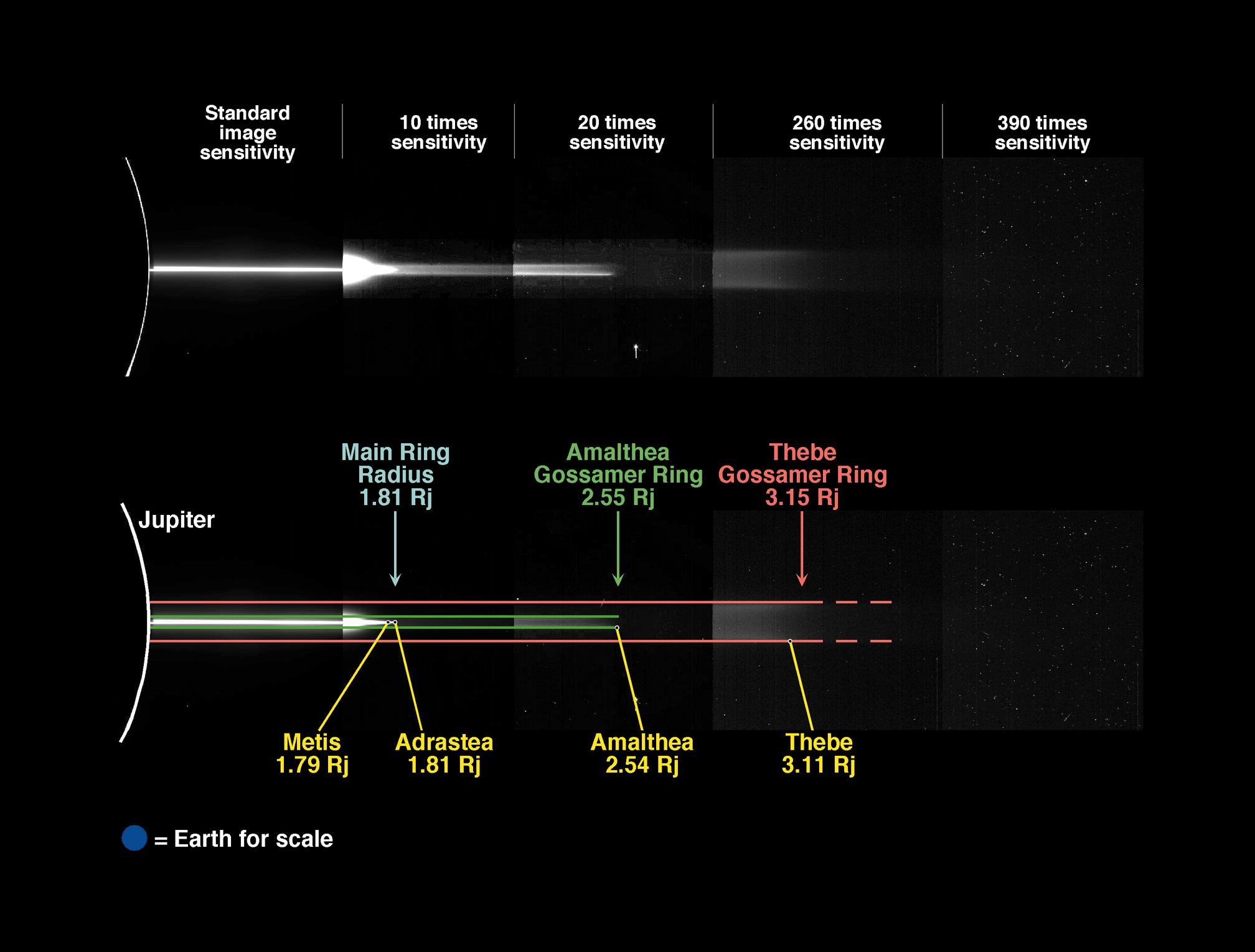
Arriba, mosaico de imágenes del sistema de anillos de Júpiter. Abajo, esquema de anillos y satélites asociados.

| Nombre                   | Radio km        | Ancho km | Espesor km | Profundidad óptica | Porcentaje de polvo % | Masa kg                                        | Notas                                                                                |
| ------------------------ | --------------- | -------- | ---------- | ------------------ | --------------------- | ---------------------------------------------- | ------------------------------------------------------------------------------------ |
| Anillo Halo              | 92 000‑122 500  | 30 500   | 12 500     | ~1 × 10−6          | 100 %                 | ?                                              |                                                                                      |
| Anillo principal         | 122 500‑129 000 | 6500     | 30‑300     | 5.9 × 10−6         | ~ 25 %                | 107‑109 (polvo) 1011‑1016 (partículas mayores) | Rodeado por el satélite Adrastea.                                                    |
| Anillo difuso de Amaltea | 129 000‑182 000 | 53 000   | 2000       | ~1 × 10−7          | 100 %                 | 107‑109                                        | Alimentado por el satélite Amaltea.                                                  |
| Anillo difuso de Tebe    | 129 000‑226 000 | 97 000   | 8400       | ~3 × 10−8          | 2340 %                | 107‑109                                        | Alimentado por el satélite Tebe. Existe una extensión más allá de la órbita de Tebe. |

## Anillo principal

### Apariencia y estructura

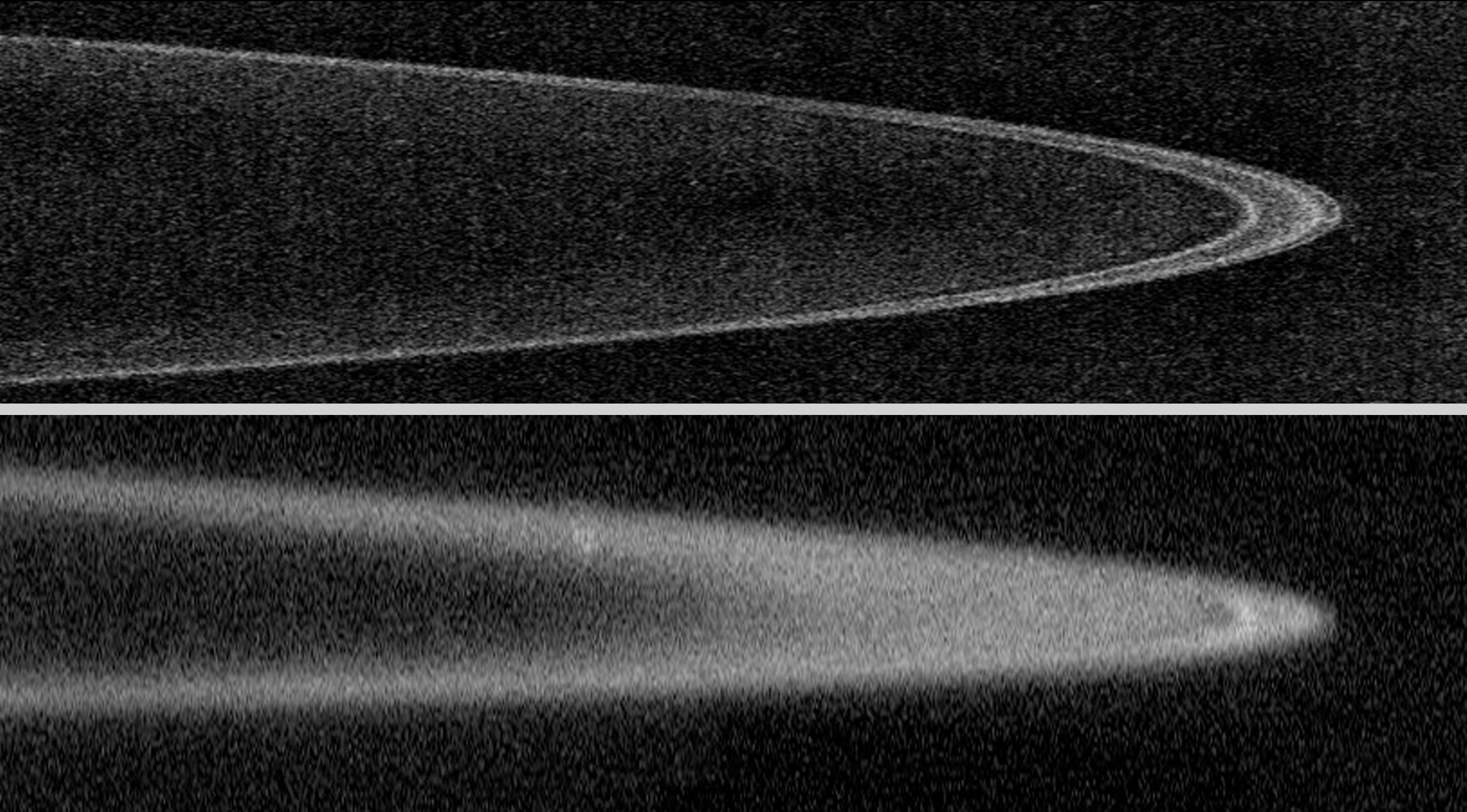
La imagen superior, tomada por la sonda New Horizons, muestra el anillo principal con iluminación trasera o retroiluminación. Se puede observar la fina estructura de su parte exterior. La imagen inferior es el mismo anillo con iluminación frontal mostrando una falta de estructuras visibles excepto el hueco producido por el satélite Metis.

El estrecho y relativamente fino anillo principal es la parte más brillante del sistema de anillos de Júpiter. Su borde exterior está situado a unos 129 000 km del centro del planeta, es decir, a 1.81 radios ecuatoriales jovianos (RJ=71 398 km), y coincide con la órbita del más pequeño de los satélites interiores de Júpiter, Adrastea. Su borde interior no está marcado por ningún satélite y se localiza a 122 500 km o 1.72 RJ.
El ancho del anillo principal es de aproximadamente 6500 km. La apariencia del anillo principal depende de la geometría de iluminación de los anillos. Con iluminación frontal el brillo del anillo comienza a decrecer enormemente a 128 600 km, justo en el interior de la órbita de Adrastea, y alcanza el nivel del fondo a 129 300 km, justo fuera de la órbita de Adrastea, lo que indica que claramente hace la función de satélite pastor del anillo. El brillo se incrementa en dirección a Júpiter y tiene un máximo cerca del centro del anillo a 126 000 km, aunque hay un pronunciado hueco cerca de la órbita de Metis a 128 000 km. El interior del anillo principal, en cambio, se difumina lentamente mezclándose con el anillo halo. Con iluminación frontal todos los anillos de Júpiter son especialmente brillantes.
Con iluminación trasera o retroiluminación la situación es diferente. El borde exterior del anillo principal, situado a 129 100 km, ligeramente más allá de la órbita de Adrastea, está claramente delimitado. La órbita del satélite está marcada con un hueco en el anillo por lo que existe un fino anillito justo fuera de dicha órbita. Existe otro anillito justo en el interior de la órbita de Adrastea seguido de un hueco de origen desconocido situado a 128 500 km. Un tercer anillito se encuentra en el lado interior del hueco producido por la órbita del satélite Metis. El brillo del anillo cae bruscamente justo fuera de ella delimitando así el hueco. En el interior de la órbita de dicho satélite el brillo del anillo aumenta mucho menos que en iluminación frontal.

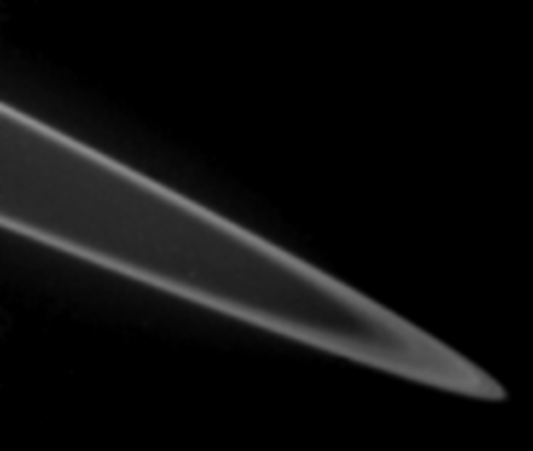
Imagen del anillo principal de Júpiter obtenida por la sonda Voyager 2.

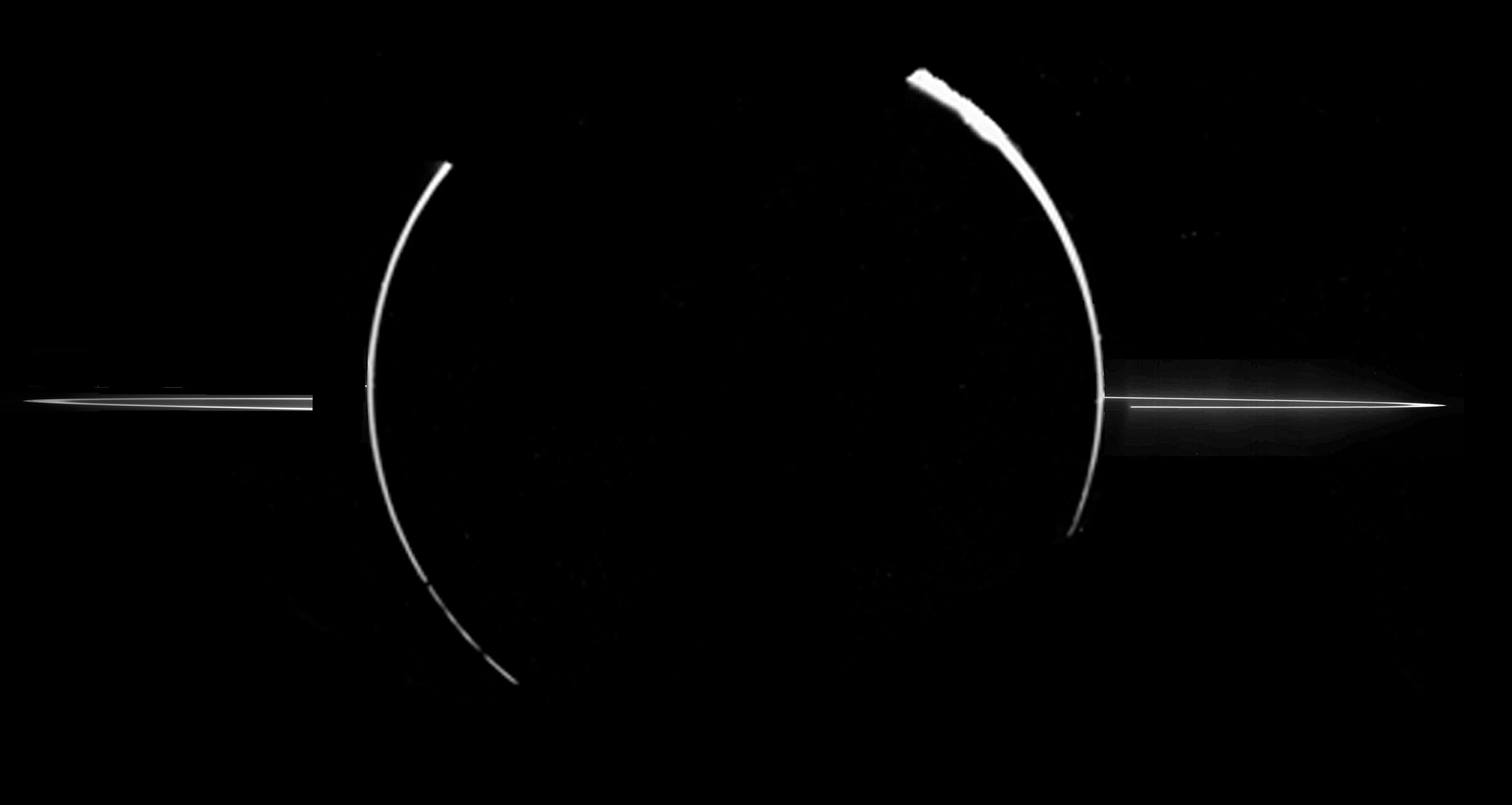
Otra imagen, esta vez obtenida por la sonda Galileo, eclipsada del sol por el planeta.

Por tanto con iluminación trasera el anillo principal parece consistir en dos partes diferentes, una parte exterior estrecha que se extiende desde 128 000 a 129 000 km e incluye tres pequeños anillos separados por huecos, y una parte interior más débil que se extiende desde 122 500 a 128 000 km y carece de estructuras visibles como con iluminación frontal. El hueco de Metis sirve como sus respectivos límites. La estructura del anillo principal fue descubierta por el orbitador Galileo y es claramente visible en las imágenes con iluminación trasera obtenidas por la sonda New Horizons en febrero-marzo de 2007. Sin embargo, las observaciones realizadas por el telescopio espacial Hubble, el telescopio Keck y la sonda Cassini no la detectaron, posiblemente debido a falta de resolución espacial.
Observado en iluminación trasera el anillo principal parece ser muy fino, extendiéndose en dirección vertical no más de 30 km. Con iluminación lateral el espesor del anillo es de entre 80 y 160 km incrementándose algo en dirección a Júpiter. El anillo parece ser mucho más grueso en iluminación frontal, alrededor de los 300 km. Uno de los descubrimientos del orbitador Galileo fue una nube de material en el anillo principal, débil y relativamente gruesa (alrededor de 600 km), que rodea su parte interior. La nube crece en espesor en dirección hacia el borde interior del anillo principal en el lugar de la transición al anillo halo.
Un análisis detallado de las imágenes del Galileo reveló variaciones longitudinales del brillo del anillo principal no conectado con la estructura observada. Las imágenes de dicha sonda mostraron asimismo agrupaciones de material en los anillos de escala de 500 a 1000 km.
En febrero y marzo de 2007, la sonda New Horizons llevó a cabo una búsqueda exhaustiva de nuevos satélites dentro del anillo principal. Aunque no se descubrieron satélites mayores de 0.5 km, las cámaras de la sonda detectaron siete pequeñas masas de partículas. Orbitan justo en el interior de la órbita de Adrastea dentro de un denso y pequeño anillo. La conclusión es que son acumulaciones y no pequeños satélites basándose en su apariencia extendida azimutalmente. Se extienden entre 0.1º y 0.3º a lo largo del anillo, lo que corresponde a entre 1000 y 3000 km. Las acumulaciones se dividen en dos grupos de cinco y dos miembros respectivamente. Su naturaleza no está clara, pero sus órbitas están cercanas a una resonancia orbital de 115:116 y 114:115 con el satélite Metis, por lo que pueden ser estructuras provocadas por esta interacción.

### Espectros y distribución del tamaño de las partículas

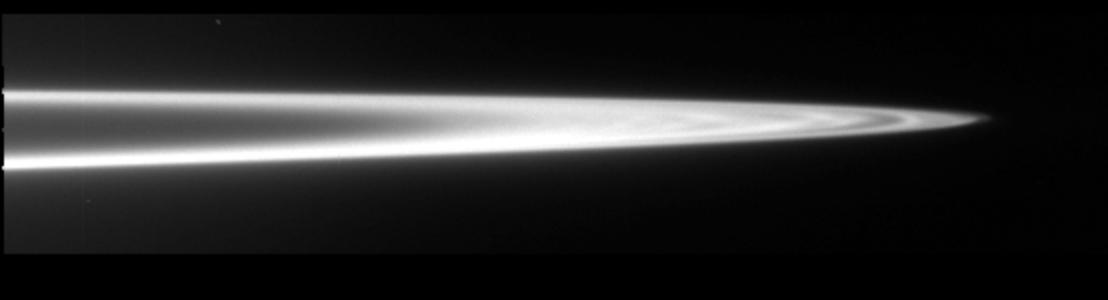
Imagen del anillo principal obtenida por la sonda Galileo con iluminación frontal. El hueco de Metis es claramente visible.

Los espectros del anillo principal obtenidos por el telescopio espacial Hubble, el telescopio Keck y por las sondas Galileo y Cassini han mostrado que las partículas que lo forman son rojas, con un albedo mayor a mayores longitudes de onda. Los espectros existentes cubren el rango de 0.5 a 2.5 μm. No se han encontrado características espectrales que hayan permitido identificar compuestos químicos concretos, aunque las observaciones de la Cassini mostraron evidencias en la banda de absorción cerca de 0.8 μm y 2.2 μm. Los espectros del anillo principal son muy similares a los de los satélites Adrastea y Amaltea.
Las propiedades del anillo principal pueden ser explicadas por la hipótesis de que contienen cantidades significativas de polvo de tamaño de 0.1 a 10 μm. Esto explicaría el mayor brillo de las imágenes iluminadas frontalmente que las iluminadas por detrás. En cualquier caso es necesario que existan cuerpos de tamaño mayor para explicar el brillo obtenido en las imágenes retroiluminadas y la compleja estructura en la brillante parte exterior del anillo.
El análisis de los datos espectrales y de fase disponibles lleva a la conclusión de que la distribución del tamaño de las partículas del anillo principal responde a la ley potencial:
{\displaystyle n(r)=A\times r^{-q}\,}
donde n(r) dr es el número de partículas con radio entre r y r + dr y {\displaystyle A} es un parámetro normalizador elegido para que concuerde con el flujo total de luz desde el anillo. El parámetro q es 2.0 ± 0.2 para partículas con r menor que 15 ± 0.3 μm, y 5.0 ± 1.0 para partículas con r mayor que 15 ± 0.3 μm.
La distribución de cuerpos de gran tamaño en el rango desde metros hasta kilómetros no está determinado actualmente. La iluminación en este modelo está determinada por las partículas con r alrededor de 15 μm.
La ley mencionada anteriormente permite la estimación de la profundidad óptica, {\displaystyle \scriptstyle \tau }, del anillo principal: {\displaystyle \scriptstyle \tau _{l}=4.7\times 10^{-6}} para cuerpos grandes y {\displaystyle \scriptstyle \tau _{s}=1.3\times 10^{-6}} para el polvo. Esta profundidad óptica significa que la sección total de todas las partículas de una sección de anillo es de 5000 km². Se supone que las partículas del anillo principal tienen forma esférica. La masa total de polvo se estima entre 107 y 109 kg. La masa de los cuerpos grandes, excluyendo a los satélites Metis y Adrastea, entre 1011 y 1016 kg, dependiendo de su tamaño máximo. El valor superior corresponde a un diámetro de aproximadamente 1 km. Pueden compararse éstas con las de Adrastea, que es de 2 × 1015; Amaltea, 2 × 1018 kg y la Luna, 7.4 × 1022 kg.
La presencia de dos tipos de partículas en el anillo principal explicaría por qué su apariencia depende de la dirección de la iluminación. El polvo difunde la luz preferiblemente en dirección frontal y forma un relativamente grueso y homogéneo anillo rodeado por la órbita de Adrastea. Por el contrario, los cuerpos mayores, que difunden más luz en dirección trasera, están confinados dentro de la región entre las órbitas de Metis y Adrastea en diversos y pequeños anillos.

### Origen y edad

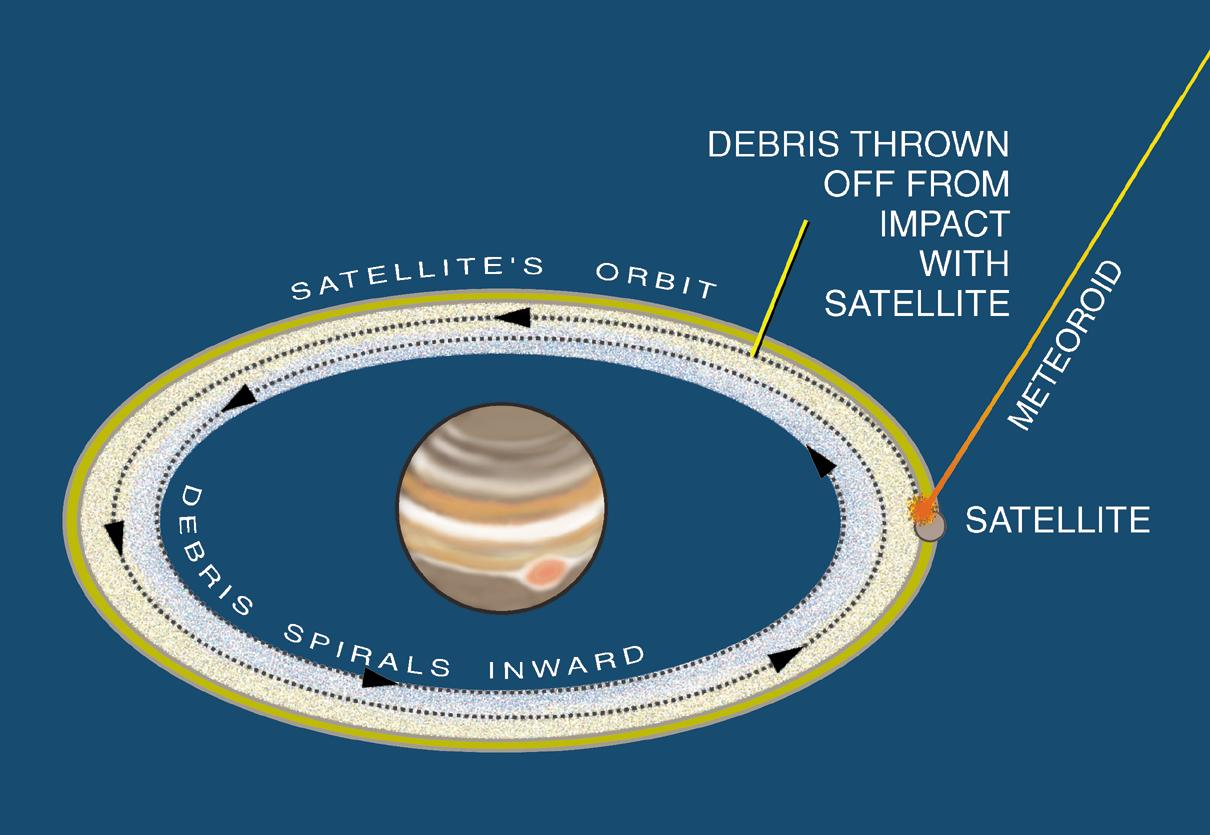
Formación de los anillos de Júpiter.

El polvo es constantemente eliminado del anillo principal por una combinación del efecto de arrastre de Poynting-Robertson y de las fuerzas electromagnéticas de la magnetosfera joviana. Los materiales volátiles, como el hielo, se evaporan rápidamente. La vida media de las partículas de polvo en el anillo varía desde 100 hasta 1000 años, por lo que el polvo debe ser continuamente renovado mediante las colisiones entre cuerpos mayores con tamaños desde 1 cm hasta 0.5 km y mediante los mismos cuerpos y partículas de alta velocidad provenientes de fuera del sistema joviano. Estos cuerpos mayores se encuentran confinados en la estrecha (aproximadamente 1000 km) y brillante parte exterior del anillo principal, que incluye además, a Metis y Adrastea. El tamaño máximo de estos cuerpos debe ser menor de 0.5 km de radio. Este límite superior fue obtenido por la sonda New Horizons. El límite superior anterior, obtenido por el telescopio Hubble y por la sonda Cassini era de cerca de 4 km. El polvo producido por las colisiones retiene aproximadamente los mismos elementos orbitales de los cuerpos mayores y van cayendo lentamente en espiral en dirección a Júpiter formando la débil, en retroiluminación, parte más interior del anillo principal y el anillo halo. La edad del anillo principal es actualmente desconocida, pero puede ser el último remanente de una pasada población de pequeños satélites cercanos a Júpiter.

## Anillo halo

### Apariencia y estructura

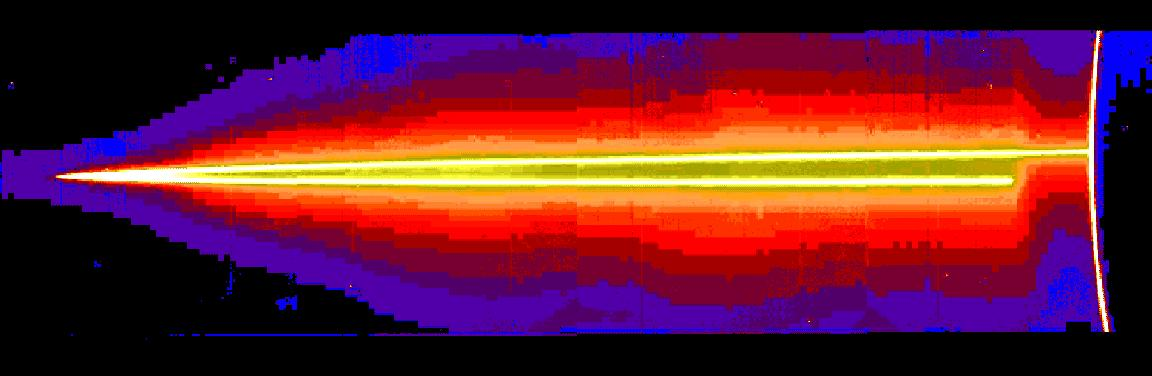
Imagen en falso color del anillo halo obtenida por la sonda Galileo con iluminación frontal.

El anillo halo es el más interno y grueso de los anillos de Júpiter. Su borde exterior coincide con el interior del anillo principal aproximadamente a un radio de 122 500 km del centro del planeta, 1.72 RJ.
Desde este radio el anillo llega a ser rápidamente cada vez más grueso en dirección a Júpiter. La extensión real en dirección vertical del halo es desconocida, pero la presencia de su material fue detectada tan alto como 10 000 km sobre el plano del anillo. El borde interior del halo es relativamente agudo y se localiza a un radio de 100 000 km, 1.4 RJ, pero algún material se ha localizado todavía más hacia el interior, a aproximadamente 92 000 km. De esta forma, el ancho del anillo halo es de alrededor de 30 000 km. Su forma se asemeja a un ancho toro sin una estructura interna definida. Al contrario que el anillo principal, la apariencia del halo depende muy poco de la geometría de iluminación.
El halo es brillante en iluminación frontal, en la que fue profusamente fotografiado por la sonda Galileo. Mientras que el brillo de su superficie es mucho menor que la del anillo principal, en dirección vertical su flujo de fotones es comparable debido a su mayor anchura. A pesar de que se extiende en dirección vertical en más de 20 000 km, el brillo del halo se concentra hacia el plano del anillo y sigue una ley potencial de la forma:{\displaystyle \,z^{-0.6}\,} a {\displaystyle \,z^{-1.5}}, donde {\displaystyle z} es la altitud respecto del plano del anillo. La apariencia del anillo halo en iluminación trasera, observada por el telescopio Keck, y el telescopio espacial Hubble, es básicamente la misma. En cualquier caso el flujo total de fotones es varias veces menor que el del anillo principal y es mucho más concentrado en el plano del anillo que en las imágenes con iluminación frontal.
Las propiedades espectrales del halo son diferentes que las del anillo principal. La distribución de flujo en el rango de 0.5 a 2.5 μm es más plana en el anillo principal. El halo no es rojo y puede ser incluso de color azul.

### Origen del anillo halo
Las propiedades ópticas del anillo halo pueden ser explicadas por la hipótesis de que se compone únicamente de polvo con tamaños de partículas menores de 15 μm. Las zonas del halo alejadas del plano del anillo pueden consistir en polvo submicrométrico. Esta composición explica el mayor brillo en iluminación frontal, el color más azulado y la ausencia de estructura visible en el halo. El polvo posiblemente se origina en el anillo principal, una teoría que se apoya en el hecho de que la profundidad óptica {\displaystyle \tau _{s}\approx 10^{-6}} es comparable con la del polvo del anillo principal. El gran espesor del anillo puede ser atribuido a la excitación de la inclinación orbital y excentricidad de las partículas de polvo por las fuerzas electromagnéticas de la magnetosfera de Júpiter. El borde exterior del halo coincide con la situación de una fuerte resonancia de Lorentz 3:2.
Como el arrastre de Poynting-Robertson
 provoca que las partículas tiendan a caer en dirección a Júpiter, sus inclinaciones orbitales son excitadas mientras pasan a través de ella. El engrosamiento del anillo principal puede ser el comienzo del anillo halo. El borde interior del anillo no está lejos de la fuerte resonancia de Lorentz 2:1. En esta resonancia la excitación es probablemente significativa, forzando a las partículas a precipitarse a la atmósfera joviana y formando de esta manera un borde interior muy definido. Al estar originado por material del anillo principal, la edad del anillo halo es la misma que la del anillo principal.

## Anillos difusos

### Anillo difuso de Amaltea

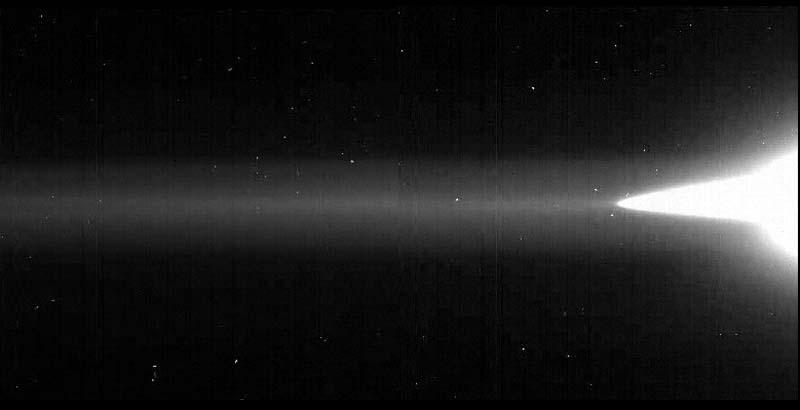
Imagen de los anillos difusos obtenida por la sonda Galileo con iluminación frontal.

El anillo difuso de Amaltea es una estructura muy débil de sección rectangular que se extiende desde la órbita de Amaltea a 182 000 km del centro de Júpiter, 2.54 RJ hasta aproximadamente 129 000 km, 1.80 RJ. Su borde interior no está definido claramente debido a la presencia de los relativamente mucho más brillantes anillo principal y anillo halo. El espesor del anillo es de aproximadamente 2300 km cerca de la órbita de Amaltea y se reduce ligeramente en dirección a Júpiter. El anillo difuso de Amaltea es más brillante cerca de sus bordes superior e inferior y gradualmente más brillante en dirección a Júpiter, siendo el borde superior más brillante que el lado inferior. El borde exterior del anillo está relativamente bien definido y existe una brusca caída del brillo justo en el interior de la órbita de Amaltea. En imágenes con iluminación frontal el anillo parece ser treinta veces más débil que el anillo principal. En imágenes con iluminación trasera solo ha sido detectado por el telescopio Keck y por el telescopio espacial Hubble. Estas imágenes muestran una estructura adicional en el anillo, un pico de brillo justo dentro de la órbita de Amaltea. En 2002 y 2003 la sonda Galileo hizo dos pasadas a través de los anillos difusos. El contador de polvo detectó partículas del tamaño de entre 0.2 y 5 μm y confirmó los resultados obtenidos por el análisis de las imágenes. Las observaciones del anillo difuso de Amaltea desde la superficie terrestre y las imágenes de la sonda Galileo y sus medidas directas del polvo han permitido determinar la distribución del tamaño de las partículas, que parece seguir la misma ley potencial que el polvo del anillo principal con q=2 ±0.5. La profundidad óptica del anillo es de aproximadamente 10−7, que es un orden de magnitud menor que la del anillo principal, pero la masa total del polvo, entre 107 y 109 kg, es comparable.

### Anillo difuso de Tebe
El anillo difuso de Tebe es el más débil de los anillos jovianos. Parece ser una estructura de sección rectangular que se extiende desde la órbita de Tebe a 226 000 km del centro de Júpiter, 3.11 RJ hasta aproximadamente 129 000 km, 1.80 RJ. Su borde interior no está definido, igualmente por el mayor brillo relativo de los anillos principal y halo que dificulta las observaciones. El espesor del anillo es de aproximadamente 8400 km cerca de la órbita de Tebe y decrece ligeramente en dirección al planeta. El anillo de Tebe es, al igual que el de Amaltea, más brillante en los bordes superior e inferior y crece su brillo en dirección Júpiter. El borde exterior del anillo no está bien definido extendiéndose durante 15 000 km. Hay una continuación difícilmente observable que se extiende hasta los 280 000 km, 3.75 RJ llamada Extensión de Tebe. En imágenes con iluminación frontal el anillo es tres veces más débil que el anillo difuso de Amaltea. Con iluminación trasera, en imágenes obtenidas por el telescopio Keck, el anillo muestra un pico de brillo justo en el interior de la órbita de Tebe. En 2002 y 2003 el contador de partículas de la sonda Galileo detectó partículas del tamaño entre 0.2 y 5 μm (similares resultados a los de las del anillo de Amaltea), confirmando los resultados de los análisis de las imágenes.
La profundidad óptica del anillo difuso de Tebe es de alrededor de 3 × 10−8, que es tres veces menor que la del anillo difuso de Amaltea, pero la masa total del polvo es la misma, aproximadamente entre 107 y 109 kg. La distribución de tamaño de partículas de polvo es más dispersa que en el anillo de Amaltea, siguiendo una ley potencial con q < 2. En la extensión de Tebe, este parámetro puede ser incluso menor.

### Origen de los anillos difusos
El polvo de los anillos difusos se origina esencialmente de la misma manera que el de los anillos principales y halo. Su fuente son los satélites internos Amaltea y Tebe respectivamente. La alta velocidad de impacto de objetos procedentes de fuera del sistema joviano expulsa partículas de polvo de sus superficies. Esas partículas inicialmente retienen las mismas órbitas que los satélites de los que provienen, pero poco a poco esas órbitas decaen cayendo en espiral hacia el planeta a causa del efecto de arrastre de Poynting-Robertson. El espesor de los anillos difusos está determinada por la inclinación orbital de los satélites. Esto explicaría casi todas las propiedades observables de los anillos: sección rectangular, caída del espesor en dirección a Júpiter y el mayor brillo de los bordes superior e inferior de los anillos. De todas formas hay algunas propiedades que siguen inexplicadas, como la Extensión de Tebe, que puede ser debida a cuerpos no observados en el exterior de la órbita de Tebe, y las estructuras observadas en imágenes con iluminación trasera.
Una posible explicación a la Extensión de Tebe es la influencia de las fuerzas electromagnéticas de la magnetosfera de Júpiter. Cuando el polvo entra en la sombra detrás del planeta, pierde su carga eléctrica con cierta rapidez. Como las pequeñas partículas de polvo rotan parcialmente a la vez que el planeta, se moverán hacia fuera durante el paso por la sombra creando una extensión exterior al anillo de Tebe. Las mismas fuerzas pueden explicar la transición de distribución de partículas y de brillo que ocurre entre las órbitas de Amaltea y Tebe.
El análisis de las imágenes de los anillos difusos reveló un pico de brillo justo en el interior de la órbita de Amaltea debido a partículas de polvo atrapadas en los puntos de Lagrange L4 y L5. El mayor brillo observado en el borde superior del anillo de Amaltea puede ser asimismo causado por este mismo polvo. Debe haber también partículas de polvo atrapadas en los puntos de Lagrange de la órbita de Tebe. Su descubrimiento implicaría que hay dos tipos de poblaciones de partículas en los anillos difusos, una con órbitas que decaen lentamente hacia Júpiter mientras que otras se mantienen atrapadas en resonancia 1:1 con el satélite que las ha producido.